# Commiphora giessii
Commiphora giessii är en tvåhjärtbladig växtart som beskrevs av Van der Walt. Commiphora giessii ingår i släktet Commiphora och familjen Burseraceae. Inga underarter finns listade i Catalogue of Life.